# Antiche unità di misura del circondario di Comacchio
Sono qui riportate le conversioni tra le antiche unità di misura in uso nel circondario di Comacchio e il sistema metrico decimale, così come stabilite ufficialmente nel 1877.
Nonostante l'apparente precisione nelle tavole, in molti casi è necessario considerare che i campioni utilizzati (anche per le tavole di epoca napoleonica) erano di fattura approssimativa o discordanti tra loro.

## Misure di lunghezza
| Comuni         | Denominazione      | Valore   | Unità |
| -------------- | ------------------ | -------- | ----- |
| Tutti i comuni | Braccio da panno   | 0,673607 | m     |
| Tutti i comuni | Braccio da seta    | 0,634358 | m     |
| Tutti i comuni | Piede agrimensorio | 0,403854 | m     |

Il braccio da panno e quello da seta ed il piede agrimensorio si dividono in 12 once.

## Misure di superficie
| Comuni         | Denominazione | Valore    | Unità |
| -------------- | ------------- | --------- | ----- |
| Tutti i comuni | Biolca        | 6523,9360 | m²    |

La biolca si divide in 6 staia, lo staio in pertiche quadrate 66 2/3, la pertica quadrata in 100 piedi quadrati.
144 pertiche quadrato fanno una tornatura.

## Misure di volume
| Comuni         | Denominazione | Valore | Unità |
| -------------- | ------------- | ------ | ----- |
| Tutti i comuni | Piede cubo    | 65,868 | L     |

Il piede cubo è di 1728 once cube. 125 piedi cubi fanno un passetto pei lavori di terra.

## Misure di capacità per gli aridi
| Comuni         | Denominazione | Valore   | Unità |
| -------------- | ------------- | -------- | ----- |
| Tutti i comuni | Moggio        | 621,8584 | L     |

Il moggio si divide in 5 sacchi, il sacco in 4 staia, lo staio in 4 quarte, la quarta in 4 minelli, il minello in 4 scodolle.

## Misure di capacità per i liquidi
| Comuni                      | Denominazione    | Valore   | Unità |
| --------------------------- | ---------------- | -------- | ----- |
| Comacchio                   | Mastello da vino | 58,3813  | L     |
| Comacchio, Codigoro         | Libbra da olio   | 0,377076 | L     |
| Codigoro, Lagosanto, Mesola | Mastello da vino | 64,7408  | L     |
| Massa Fiscaglia, Migliaro   | Mastello da vino | 56,7842  | L     |
| Massa Fiscaglia, Migliaro   | Libbra da olio   | 0,377076 | L     |

Il mastello da vino di Comacchio si divide in 28 boccali, il boccale in 4 fogliette.
Il mastello da vino di Codigoro si divide in 32 boccali, il boccale in 4 fogliette.
Il mastello di Massa Fiscaglia si divide in 4 secchie, la secchia in 10 boccali, il boccale in 4 fogliette, la foglietta in 4 quarti.
La libbra da olio si divide in meta, terzi, quarti, ecc.

## Pesi
| Comuni         | Denominazione  | Valore  | Unità |
| -------------- | -------------- | ------- | ----- |
| Tutti i comuni | Libbra sottile | 345,137 | g     |
| Comacchio      | Libbra grossa  | 477,294 | g     |

La libbra sottile si divide in 12 once, l'oncia in 4 quarte, la quarta in 2 ottave.
La libbra grossa si divide in 16 once.